# Aberdeen Football Club 1981-1982
Questa voce raccoglie le informazioni riguardanti l'Aberdeen Football Club nelle competizioni ufficiali della stagione 1981-1982.

## Stagione
In campionato i Dons conclusero al secondo posto con due punti di svantaggio sul Celtic, nonostante una sola sconfitta riportata nelle ultime diciannove gare. In Coppa UEFA l'Aberdeen esordì eliminando i detentori dell'Ipswich Town per poi giungere agli ottavi di finale estromettendo i rumeni dell'Argeș Pitești; dopo aver vinto in casa all'andata, nel secondo incontro i Dons non riuscirono a rimontare le tre reti inflitte dai futuri finalisti dell'Amburgo.
Al termine della stagione l'Aberdeen ottenne l'accesso in Coppa delle Coppe ottenendo la terza coppa nazionale della sua storia: dopo aver eliminato con vittorie di misura Motherwell, Celtic e Kilmarnock, i Dons giunsero alla finale con i Rangers sconfiggendo il St. Mirren nella ripetizione. Nell'incontro conclusivo i Dons sbloccarono definitivamente il risultato di parità segnando tre reti durante i tempi supplementari.

## Maglie e sponsor
Lo sponsor tecnico per la stagione 1981-1982 è Adidas.
| Manica sinistra · Manica sinistra · Maglietta · Maglietta · Manica destra · Manica destra · Pantaloncini · Pantaloncini · Calzettoni |

## Rosa
| N. |                   | Ruolo | Calciatore     |
| -- | ----------------- | ----- | -------------- |
|    | Scozia (bandiera) | P     | Jim Leighton   |
|    | Scozia (bandiera) | D     | Andy Harrow    |
|    | Scozia (bandiera) | D     | Stuart Kennedy |
|    | Scozia (bandiera) | D     | Alex McLeish   |
|    | Scozia (bandiera) | D     | Willie Miller  |
|    | Scozia (bandiera) | D     | Brian Mitchell |
|    | Scozia (bandiera) | D     | Doug Rougvie   |
|    | Scozia (bandiera) | C     | Ian Angus      |
|    | Scozia (bandiera) | C     | Doug Bell      |
|    | Scozia (bandiera) | C     | Neale Cooper   |
|    | Scozia (bandiera) | C     | Steve Cowan    |

| N. |                   | Ruolo | Calciatore      |
| -- | ----------------- | ----- | --------------- |
|    | Scozia (bandiera) | C     | Derek Hamilton  |
|    | Scozia (bandiera) | C     | John McMaster   |
|    | Scozia (bandiera) | C     | Neil Simpson    |
|    | Scozia (bandiera) | C     | Gordon Strachan |
|    | Scozia (bandiera) | C     | Andy Watson     |
|    | Scozia (bandiera) | C     | Peter Weir      |
|    | Scozia (bandiera) | A     | Eric Black      |
|    | Scozia (bandiera) | A     | John Hewitt     |
|    | Scozia (bandiera) | A     | Drew Jarvie     |
|    | Scozia (bandiera) | A     | Walker McCall   |
|    | Scozia (bandiera) | A     | Mark McGhee     |

## Risultati

### Scottish Cup
| Motherwell 23 gennaio 1982 Sedicesimi di finale | Motherwell | 0 – 1  | Aberdeen | Fir Park (12 679 spett.) |
| \| \| \| \| \| \| Marcatori \| Hewitt \|        |            |        |          |                          |
|                                                 |            |        |          |                          |
|                                                 | Marcatori  | Hewitt |          |                          |

| Aberdeen 13 febbraio 1982 Ottavi di finale | Aberdeen  | 1 – 0 | Celtic | Pittodrie (24 000 spett.) |
| \| \| \| \| \| Hewitt \| Marcatori \| \|   |           |       |        |                           |
|                                            |           |       |        |                           |
| Hewitt                                     | Marcatori |       |        |                           |

| Aberdeen 6 marzo 1982 Quarti di finale                                                                             | Aberdeen  | 4 – 2 referto             | Kilmarnock | Pittodrie (12 000 spett.) |
| \| \| \| \| \| McGhee 20’ Simpson 35’ Strachan 60’ (rig.), 64’ (rig.) \| Marcatori \| 1’ McGivern 36’ Gallacher \| |           |                           |            |                           |
| |           |                           |            |                           |
| McGhee 20’ Simpson 35’ Strachan 60’ (rig.), 64’ (rig.)                                                             | Marcatori | 1’ McGivern 36’ Gallacher |            |                           |

| Arbitro: | Alexander |

|                     |           |               |
| Strachan 66’ (rig.) | Marcatori | 61’ McDougall |

| Arbitro: | Alexander |

|                                |           |                          |
| McGhee 6’ Simpson 35’ Weir 74’ | Marcatori | 17’ McAvennie 56’ Somner |

| Arbitro: | McGinlay |

|                                                  |           |               |
| McLeish 32’ McGhee 93’ Strachan 103’ Cooper 110’ | Marcatori | 79’ MacDonald |

### Coppa UEFA
| Arbitro: | Menegali |

|              |           |            |
| Thijssen 45’ | Marcatori | 51’ Hewitt |

| Arbitro: | Vautrot |

|                                   |           |                 |
| Strachan 19’ (rig.) Weir 54’, 84’ | Marcatori | 34’ (rig.) Wark |

| Arbitro: | Thime |

|                                  |           |  |
| Strachan 12’ Weir 25’ Hewitt 45’ | Marcatori |  |

| Arbitro: | Redelfs |

|                         |           |                                |
| Radu 31’ Bărbulescu 37’ | Marcatori | 55’ (rig.) Strachan 86’ Hewitt |

| Arbitro: | Schoeters |

|                                 |           |                   |
| Black 24’ Watson 66’ Hewitt 81’ | Marcatori | 52’, 87’ Hrubesch |

| Arbitro: | Juška |

|                                             |           |            |
| Hrubesch 33’ Memering 59’ (rig.) Jakobs 67’ | Marcatori | 79’ McGhee |